# みずがめ座ミュー星
みずがめ座μ星（みずがめざミューせい、μ Aquarii、μ Aqr）は、みずがめ座にある連星である。見かけの等級は4.73と、肉眼でみることができる明るさである。年周視差に基づいて太陽からの距離を計算すると、約157光年である。

## 星系
みずがめ座μ星は、観測ごとに視線速度のばらつきがみられたが、時間単位、日単位では変化がみられなかった。しかし、ヘルムート・アプトはそれらを統合し、更に数ヶ月間にわたる観測を加えた上で、視線速度曲線を描き、予備的な軌道要素の導出に成功。アプトは更に観測を増やして軌道要素を改善し、軌道周期が1566日、離心率が0.23と推定された。
みずがめ座μ星は分光連星で、当初は視覚的に分解できなかったが、スペックル・イメージングの手法が確立すると、キットピーク国立天文台の4mメイヨール望遠鏡による観測で、主星と伴星が分解され、離角は0.05秒と測定された。その後もスペックル・イメージングは繰り返し行われ、離角は0.04秒から0.06秒の間で推移している。距離と離角から計算される連星間距離は、軌道要素から予想される距離に照らして妥当なものとなっている。主星と伴星の間の等級差は、およそ0.5等である。

## 特徴
みずがめ座μ星は、化学特異星とされる。分析方法によって推定されるスペクトル型が異なり、例えば、彩層のカルシウムK線に基づくと早期のA型星、水素原子に基づくと晩期のA型もしくは早期のF型、光球の金属線に基づくとF型星、といった具合である。銅、亜鉛、ユウロピウムなどの吸収が強い一方、カルシウムは傾向が異なるため、A型金属線星に分類され、スペクトル型はA3mに位置づけられている。

## 名称
みずがめ座μ星は、みずがめ座ε星、ν星と共に、saʽd bulaʽ というアラビアの月宿を構成する。saʽd bulaʽ の意味は不明だが、アラビア語で「飲み込むもの」を意味する bāliʽ に関連があると考えられる。
中国では、二十八宿の一つ女宿（拼音: Nǚ Xiù）をみずがめ座ε星、みずがめ座4番星、みずがめ座3番星と共に形成する。みずがめ座μ星自身は、女宿二（拼音: Nǚ Xiù èr）すなわち女宿の2番星と呼ばれる。